# The Family (2013)
The Family (bra: A Família; prt: Malavita) é um filme franco-americano de 2013 do gênero comédia de ação, dirigido por Luc Besson e estrelado por Robert De Niro, Michelle Pfeiffer, Dianna Agron, John D'Leo e Tommy Lee Jones, com roteiro baseado no romance Malavita, de Tonino Benacquista.

## Sinopse
Após entrar para o programa de proteção à testemunha, Os Manzoni, uma família tradicional ítalo-americana ligada à máfia é transferida para a Normandia, no interior da França, onde adotam um novo sobrenome: Blake. De início eles se adaptam à nova vida, mas aos poucos, os velhos hábitos voltam à tona e eles precisam resolver os problemas que surgem a seu modo.

## Elenco
- Robert De Niro - Fred Blake / Giovanni Manzoni
- Michelle Pfeiffer - Maggie Blake / Maggie Manzoni
- Dianna Agron - Belle Blake / Belle Manzoni
- John D'Leo - Warren Blake / Warren Manzoni
- Tommy Lee Jones - Agente Robert Stansfield
- Domenick Lombardozzi - Caputo
- Stan Carp - Don Luchese
- Vincent Pastore - Gordo Willy
- Jon Freda - Rocco
- Michael J. Panichelli Jr. - Billy, o Inseto
- Jonas Bloquet - André
- Ted Arcidi - Tommy
- David Belle - Mezzo
- Victoire Du Bois - menina da fita cor-de-rosa

## Dublagem brasileira
Estúdio de dublagem - Delart
- Direção de Dublagem: Manolo Rey[6]
- Cliente:  Paris Filmes[6]
- Tradução:  Manolo Rey[6]
- Técnico(s) de Gravação:  Leonardo d'Almeida, Léo Santos e Rodrigo Oliveira[6]
- Edição:  Claudio Alves[6]
- Mixagem:  Claudio Alves[6]

Dubladores
- Helio Ribeiro[6]
- Mônica Rossi[6]
- Flávia Saddy[6]
- Wirley Contaifer[6]
- Julio Chaves[6]
- Marcio Simões[6]
- Mauro Ramos[6]
- Léo Rabelo[6]
- Miguel Rosenberg[6]
- Alfredo Martins[6]
- Joméri Pozzoli[6]
- Jorge Lucas[6]
- Carlos Seidl[6]
- Reinaldo Pimenta[6]

## Recepção
No agregador de críticas Rotten Tomatoes, que categoriza as opiniões apenas como positivas ou negativas, o filme tem um índice de aprovação de 29% calculado com base em 127 comentários dos críticos. Por comparação, com as mesmas opiniões sendo calculadas usando uma média aritmética ponderada, a nota é 4.6/10 que é seguida do consenso: "The Family, de Luc Besson, sofre de uma configuração excessivamente familiar e uma série de mudanças de tom chocantes."
Já no agregador Metacritic, que calcula as notas usando somente uma média aritmética ponderada a partir das avaliações de 32 críticos que escrevem em maioria para a imprensa tradicional, o filme tem uma pontuação de 42 entre 100, com a indicação de "revisões mistas ou neutras".